# Johann Dürr (Kupferstecher)
Johann Dürr (* um 1600 in Augsburg; † 16. Juni 1663 in Weimar), Pseudonym Augustanus, war ein deutscher Kupferstecher, der im zweiten Drittel des 17. Jahrhunderts in Thüringen wirkte und an dessen Wirken auch in Leipzig und am Dresdener Hof partizipiert wurde. Von ihm liegen gegenwärtig 210 Kupferstiche vor, darunter zahlreiche Porträtarbeiten und einige Landschaftsbilder, so z. B. der Stammbaum des Kurfürsten Johann Georg I. von Sachsen mit der ältesten Ansicht von Johanngeorgenstadt von 1657.
Sein Sohn Ernst Caspar Dürr war ebenfalls als Kupferstecher sowie Münzstempelschneider (in der Münzstätte Dresden) und Medailleur tätig. Ein weiterer Sohn Johann Christoph Dürr (* 1648 in Weimar; † 1684 in Weimar) war Münzmeister in der Münzstätte Weimar und in Erfurt. Zu seinen Schülern gehörten auch die Kupferstecher Johann Caspar Höckner (* 1629 in Weimar) und Christian Romstet.
Dürr stach zahlreiche Mitglieder der Fruchtbringenden Gesellschaft nach Vorlagen des Malers Christoph Steger (1608–1682).